# Secondatia macnabii
Secondatia macnabii är en oleanderväxtart som först beskrevs av Ignatz Urban, och fick sitt nu gällande namn av R. E. Woodson. Secondatia macnabii ingår i släktet Secondatia och familjen oleanderväxter. Inga underarter finns listade i Catalogue of Life.